# Barakaldo Club de Fútbol
Barakaldo Club de Fútbol är en spansk fotbollsklubb från staden Baracaldo i Biscaya, Baskien. Klubben grundades 1917. Under klubbens historia har den haft flera olika namn: Baracaldo Fútbol Club, Baracaldo Oriamendi, Baracaldo Altos Hornos, Baracaldo Club eller Barakaldo Club de Fútbol, men det har alltid varit samma klubb. Klubben har som bäst spelat i Segunda Division (smanlagt 31 säsonger) och första gången var 1934/35. Senast klubben spelade i Segunda División var säsongen 1980/81. Säsongen 2008/2009 spelar klubben i Segunda División B grupo 1 (en serie mellan Segunda och Tercera División). Estadio de Lasesarre, invigdes 2001 (med en match mot Athletic Club Bilbao, som vanns av gästerna med 2-3), Stadion ersatte då 'campo de Lasesarre' (invigd 1922), och erbjuder sittplatser för 7.960 åskådare.
Klubbens största framgång kan sägas vara en andraplats i Segunda División säsongen 1953/54. Vid denna tidpunkten fick dock inte den andraplacerade klubben chansen att avancera till Primera División. En anna stor framgång var semifinalplatsen i Copa del Rey 1939. Klubben hette då 'Baracaldo Oriamendi' och spelade semifinal mot Racing Club de Ferrol. Efter en mållös hemmamatch förlorade Barakaldo bortamatchen med 0-2. 
En kuriositet är att turneringen (Copa del Rey) inför finalen 1939 bytte namn till Copa del Generalísimo beroende på utgången av Spanska inbördeskriget och att General Franco föddes just i Ferrol (Galicien). Sevilla FC besegrade Racing Club de Ferrol i denna final med 6-2. Turneringen behöll Generalens benämning fram till 1976, varefter den fick tillbaka den gamla benämningen Copa del Rey.